# Moreaua fimbristylidis
Moreaua fimbristylidis är en svampart som beskrevs av Vánky & R.G. Shivas 2001. Moreaua fimbristylidis ingår i släktet Moreaua och familjen Anthracoideaceae.   Inga underarter finns listade i Catalogue of Life.